# Александер Флемінг
Алекса́ндер Фле́мінг (англ. Alexander Fleming; 6 серпня 1881, Лохфілд (біля міста Дарвел), Шотландія — 11 березня 1955, Лондон, Англія) — шотландський бактеріолог, що окрім бактеріології вивчав проблеми імунології та фармакології. Став відомим завдяки відкриттю лізоциму (антибактеріального ферменту, що його виробляє людський організм) і виділенню першого відомого антибіотика пеніциліну з плісняви Penicillium notatum.
Обидва відкриття відбулися в 1920-ті роки і, значною мірою, випадково. Одного разу Флемінг чхнув в чашку Петрі, в якій перебували бактерії, і через декілька днів виявив, що в місцях, куди впали краплі слини, бактерії було знищено. У результаті був відкритий лізоцим. Першу статтю про це відкриття було опубліковано в 1922 році.

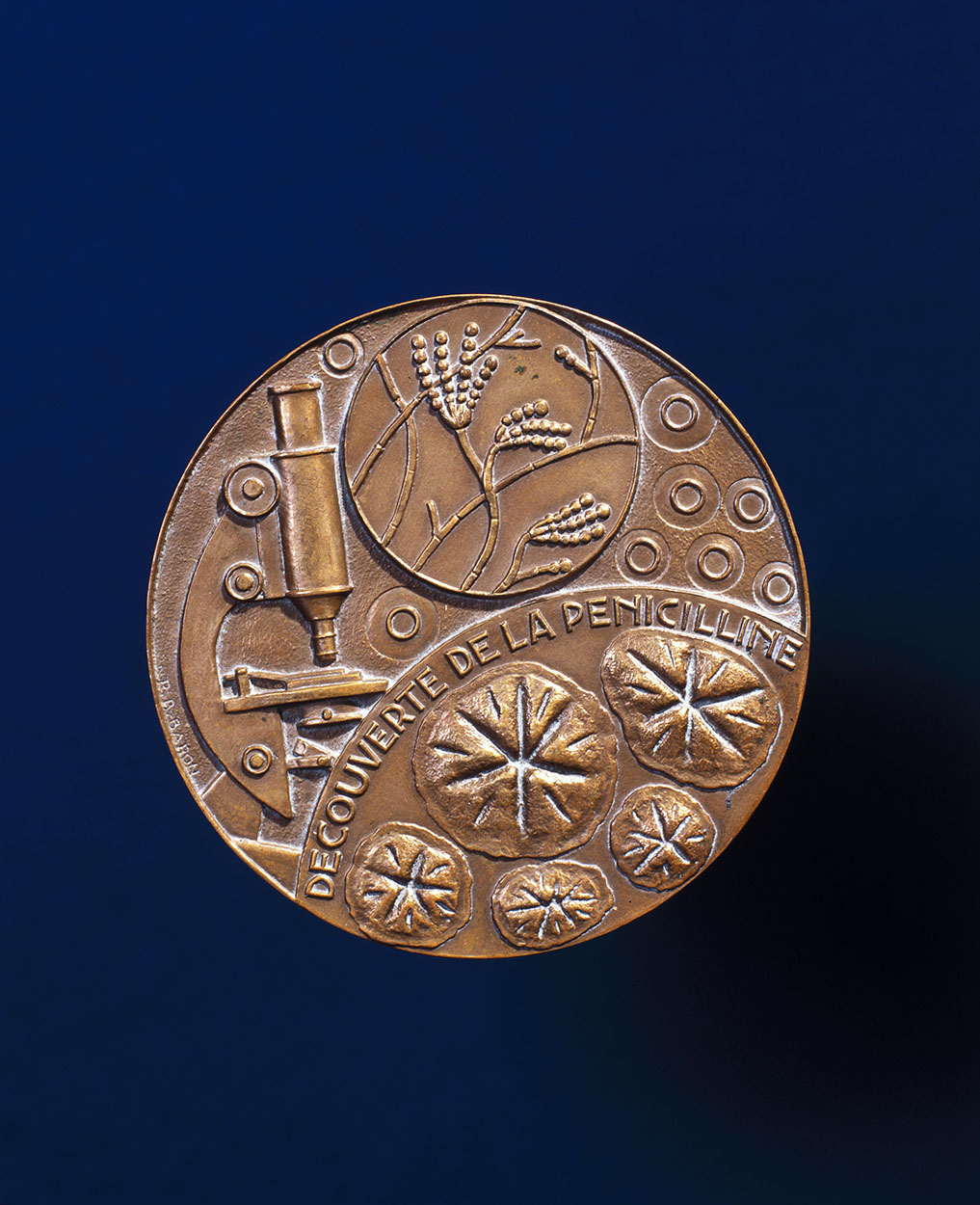
Нобелівська медаль, якою було нагороджено Александера Флемінга
(з експозиції Музею науки)

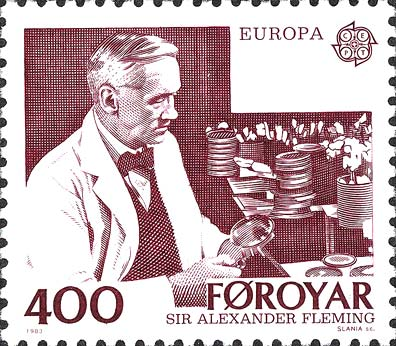
Александер Флемінг на поштовій марці Фарерських островів

Безлад в лабораторії Флемінга ще раз став йому у пригоді. У 1928 році він виявив, що на агарі в одній з чашок Петрі з бактеріями Staphylococcus aureus виросла колонія цвілевих грибів. Колонії бактерій навколо цвілевих грибів стали прозорими внаслідок лізису (руйнування) клітин. Флемінгу вдалося виділити активну речовину, що викликала лізис бактеріальних клітин — пеніцилін. Опис пеніциліну був опублікований у 1929 році.
Флемінг недооцінив своє відкриття, вважаючи, що отримати ліки з пеніциліну буде дуже важко. Його роботу продовжили Говард Волтер Флорі і Ернст Боріс Чейн, які розробили методи очищення пеніциліну. Масове виробництво цієї речовини було налагоджено під час Другої світової війни і врятувало життя багатьом пораненим та хворим.
У 1945 році Флемінг, Флорі і Чейн були удостоєні Нобелівської премії з фізіології або медицини.
Помер Олександр Флемінг в 1955 році в лікарні від інфаркту міокарду.

## Цікавий факт
Ще у 1950-ті роки з'явилася легенда, що батько Флемінга врятував Вінстона Черчилля. Потім в свою чергу син, Александр, врятував Черчіля пеніциліном завдяки медичній освіті, яку надав батько врятованого Вінстона.

## Вшанування
- У 1970 році один з кратерів на зворотному боці місяця було перейменовано на «Флемінг» на честь двох вчених однофамільців шотландського походження — Вільяміни Флемінг та Александера Флемінг.